# Provincia de Chikugo
La provincia de Chikugo (筑後国 Chikugo no kuni?) es el nombre de una antigua provincia de Japón en el área que corresponde actualmente a la parte sur de la prefectura de Fukuoka en Kyūshū. La provincia de Chikugo convergía con las provincias Hizen, Chikuzen, Bungo, y Higo.
La antigua capital de la provincia se localizaba cerca de la moderna ciudad de Kurume; en el período Edo la provincia se encontraba dividida entre dos clanes, al Clan Tachibana le correspondía la parte sur en Yanagawa, y al clan Arima le correspondía la parte norte en Kurume. 